# راينبولن
راينبولن (بالألمانية: Rheinböllen) هي بلدة ألمانية تقع في ألمانيا في راينلند بالاتينات. يقدر عدد سكانها بـ 4,035 نسمة .

## أعلام
- باتريك شميت